# Medtjärnen
Medtjärnen är en sjö i Härryda kommun i Västergötland och ingår i Göta älvs huvudavrinningsområde.